# Sceliphron

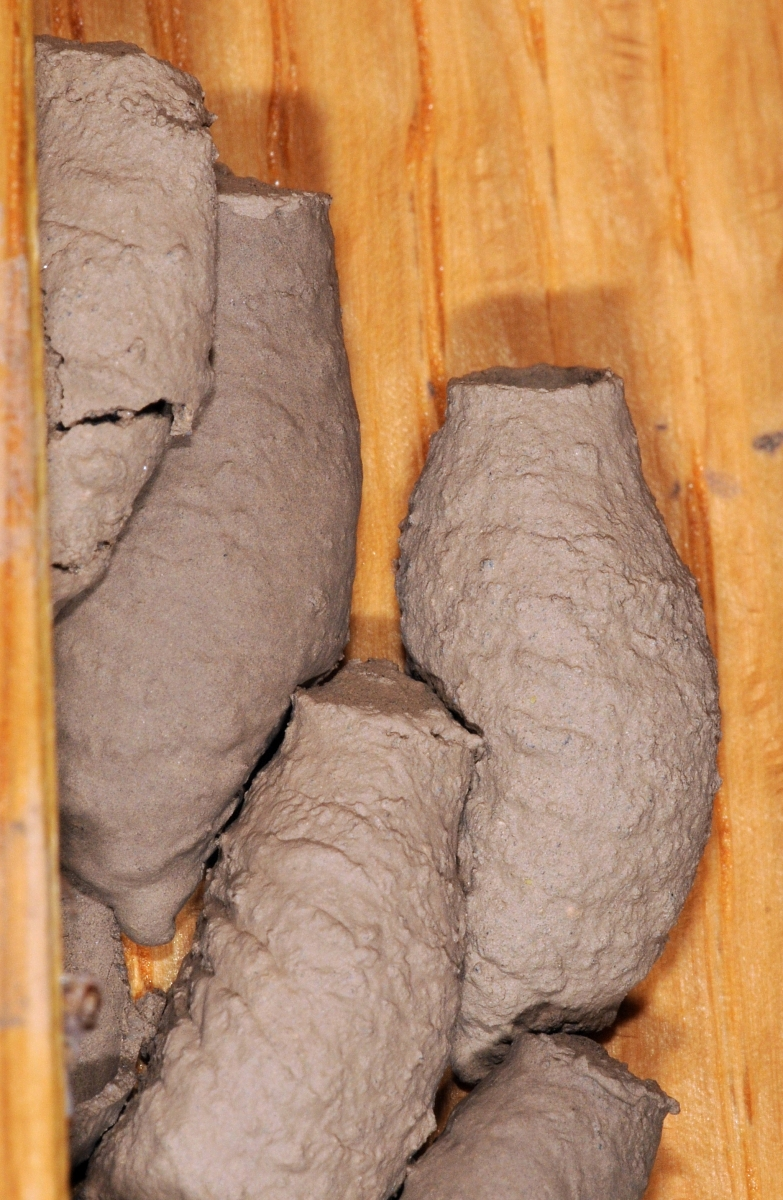
Niststätte von Sceliphron curvatum

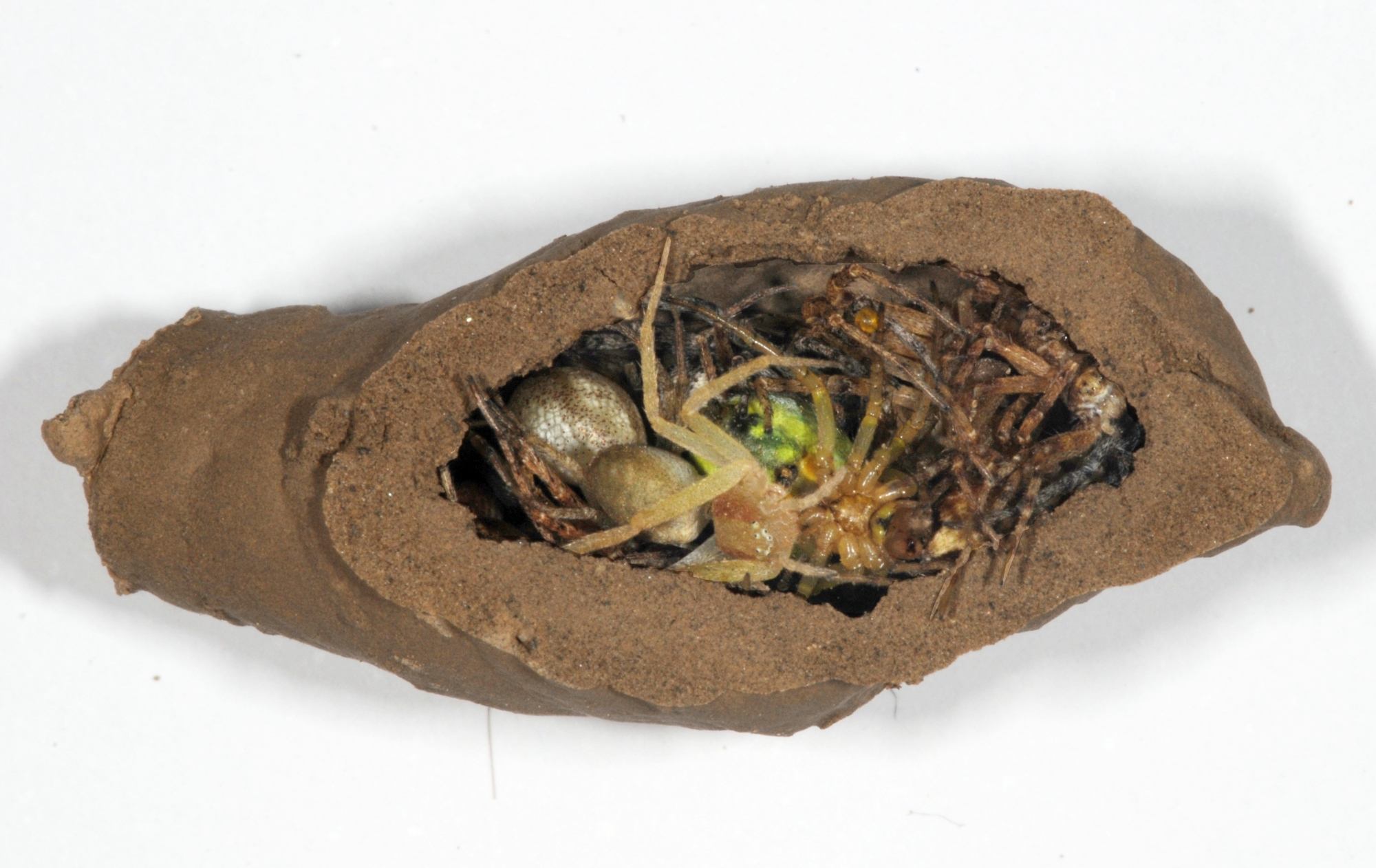
Geöffnete, fertig verproviantierte Zelle

Sceliphron (von griech. σκελίς skelís „Hüfte, Hinterfuß“ und φρόνις phrónis „Einsicht, Erkenntnis“) ist eine Gattung der Grabwespen (Spheciformes) aus der Familie Sphecidae. In Europa kommen 7 Arten vor, weltweit sind knapp 40 Arten beschrieben worden. Die Gattung ist auf allen Kontinenten außer der Antarktis vertreten. Die Orientalische Mauerwespe (Sceliphron curvatum) wurde aus Indien und Nepal in Europa eingeschleppt und dort erstmals 1979 in der Steiermark beobachtet.

## Merkmale
Die bis zu 20 Millimeter langen Tiere haben große, schwarz und gelb gefärbte Körper. Der Hinterleib ist basal gestielt und hinten scharf abgegrenzt eiförmig.

## Lebensweise
Anders als für Vertreter der Sphecidae üblich bauen die Weibchen ihre Nester nicht im Erdboden, sondern fertigen aus feuchter Erde oder feuchtem Lehm stabile, etwa faustgroße Nester, die aus mehreren Zellen bestehen. Die Nester werden an Pflanzen, Mauern, überhängenden Felsen und ähnlichem an einer geschützten Stelle, etwa einer Nische angebracht. Häufig kann man die Nester an Gebäuden entdecken. Nicht selten werden die Wespen auf Grund dieser Nistweise durch den Menschen mit Waren in andere Erdteile verbreitet. Beispielsweise konnte sich so die ursprünglich in Amerika verbreitete Sceliphron caementarium  im pazifischen und atlantischen Raum und auch im Mittelmeergebiet ausbreiten.
Die Imagines sind Blütenbesucher und fliegen häufig Pfützen an, um Material für den Nestbau zu beschaffen. Die Brut wird mit Spinnen versorgt. Diese werden nicht spezifisch ausgewählt, wobei pro Zelle je nach Größe der Beute mitunter bis zu 40 Spinnen enthalten sein können.

## Innere Systematik

### Artenliste
Die Gattung umfasst ungefähr 35 beschriebene Arten. Mehrere Arten wurden in weite Teile der Welt eingeschleppt, darunter S. caementarium und S. curvatum.
Im Folgenden eine Artenliste nach GBIF (Stand 2025):
- Sceliphron arabs (Lepeletier de Saint Fargeau, 1845) – Kaukasus, Iran
- Sceliphron argentifrons (Cresson, 1865) – Kuba, Hispaniola
- Sceliphron asiaticum (Linnaeus, 1758) – Neotropis
- Sceliphron assimile (Dahlbom, 1843) – Mittelamerika, Karibik, südliches Texas[6]
- Sceliphron caementarium (Drury, 1773) – kosmopolitisch[3]
- Sceliphron coromandelicum (Lepeletier de Saint Fargeau, 1845) – Orientalis, Südostasien
- Sceliphron curvatum (F. Smith, 1870) – Orientalis, Westpaläarktis, Nearktis, Neotropis
- Sceliphron deforme (F. Smith, 1856) – europ. Teil Russlands, Ostpaläarktis, Orientalis
- Sceliphron destillatorium (Illiger, 1807) – Westpaläarktis
- Sceliphron fasciatum (Lepeletier de Saint Fargeau, 1845) – Karibik
- Sceliphron fervens (F. Smith, 1858) – Südasien, Australien
- Sceliphron fistularium (Dahlbom, 1843) – Neotropis, Südafrika
- Sceliphron formosum (F. Smith, 1856) – Australien, Australasien, Neukaledonien
- Sceliphron fossuliferum (Gribodo, 1895) – Afrotropis
- Sceliphron funestum Kohl, 1918 – Kleinasien, Griechenland, Rhodos, Kreta[7]
- Sceliphron fuscum Klug, 1801 – Madagaskar, Réunion, Mauritius, Seychellen
- Sceliphron intrudens (F. Smith, 1858) – Orientalis, Australasien
- Sceliphron isaaci Jha & Farooqi, 1995 – Orientalis
- Sceliphron jamaicense (Fabricius, 1775) – Mittelamerika, Karibik
- Sceliphron javanum (Lepeletier de Saint Fargeau, 1845) – Orientalis, Australasien
- Sceliphron laetum (F. Smith, 1856) – Australien, Neuseeland, Südsee
- Sceliphron leptogaster Cameron, 1905 – Südafrika
- Sceliphron madraspatanum (Fabricius, 1781) – Orientalis, Paläarktis, Australasien
- Sceliphron murarium (F. Smith, 1863) – Südasien, Australien
- Sceliphron neobilineatum Jha & Farooqi, 1995 – Orientalis
- Sceliphron paraintrudens Jha & Farooqi, 1995 – Orientalis
- Sceliphron pietschmanni Kohl, 1918 – Irak
- Sceliphron quartinae (Gribodo, 1884) – Afrotropis
- Sceliphron rectum Kohl, 1918 – Orientalis
- Sceliphron rufopictum (F. Smith, 1856) – Philippinen
- Sceliphron seistaniensis Jha & Farooqi, 1995 – Afghanistan, Iran
- Sceliphron shestakovi Gussakovskij, 1928 – Turkmenistan, Usbekistan
- Sceliphron spirifex (Linnaeus, 1758) – Afrotropis, Westpaläarktis
- †Sceliphron tertiarius Meunier, 1915 – Känozoikum, Typlokalität: Aix en Provence
- Sceliphron unifasciatum (F. Smith, 1860) – Südasien

### Arten in Europa
Ein Bestimmungsschlüssel für europäische und mediterrane Sceliphron-Arten findet sich bei Schmid-Egger.
Die folgenden vier Arten sind auch aus Mitteleuropa nachgewiesen:
- Amerikanische Mauerwespe (Sceliphron caementarium (Drury, 1773))
- Orientalische Mauerwespe (Sceliphron curvatum (F. Smith, 1870)), auch „Orientalische Mörtelwespe“ oder „Asiatische Lehmtopfwespe“ genannt
- Mauerspinnentöter (Sceliphron destillatorium (Illiger, 1807)), auch „Südliche Mauerwespe“ genannt
- Sceliphron spirifex (Linnaeus, 1758)

Nur in Südeuropa kommen folgende Arten vor:
- Sceliphron deforme (F.Smith, 1856) – bisher nur eingeschleppt in Montenegro
- Sceliphron funestum (Kohl, 1918) – Griechenland
- Sceliphron madraspatanum (Fabricius, 1781) – gesamter Mittelmeerraum, aber selten

## Belege